# Casbia rhodoptila
Casbia rhodoptila là một loài bướm đêm trong họ Geometridae.